# Yvonne Zima
Yvonne Marie Zima (* 16. Januar 1989 in Phillipsburg, New Jersey) ist eine US-amerikanische Schauspielerin.

## Leben und Karriere
Yvonne Zima wurde als jüngste Tochter von Dennis und Maria Zima geboren. Ihre beiden älteren Schwestern, Vanessa und Madeline Zima, sind beide ebenfalls Schauspielerinnen. Die letztgenannte ist durch ihre Rolle der Grace in der US-Sitcom Die Nanny die bekannteste der Zima-Schwestern.
Zima selbst gab ihr Filmdebüt 1994 im Alter von fünf Jahren in der Krankenhausserie Emergency Room – Die Notaufnahme. Sie war in der Rolle in den ersten sechs Staffeln zu sehen und war die erste von den zwei Mädchen, die Rachel Greene darstellten. Ab der 8. Staffel übernahm Hallee Hirsh die Rolle. Weitere Film- und Fernsehangebote folgten.
Zima singt gerne, spielt Gitarre und schreibt Gedichte. Sie plant mit ihren Schwestern eine Band zu gründen.

## Filmografie (Auswahl)
- 1993: Roseanne (Fernsehserie, Folge 6x11 Schlagende Argumente)
- 1994–2000: Emergency Room – Die Notaufnahme (ER, Fernsehserie, 22 Folgen)
- 1995: Lauf, Jane, lauf! (See Jane Run, Fernsehfilm)
- 1995: Heat
- 1996: Das Rosenbett (Bed of Roses)
- 1996: Einsame Entscheidung (Executive Decision)
- 1996: Tödliche Weihnachten (The Long Kiss Goodnight)
- 1996: Und täglich grüßt der Weihnachtsmann (Christmas Every Day, Fernsehfilm)
- 1997: Zwei Singles in L.A. (Til There Was You)
- 1997: Midnight Man – Killer der Regierung (Dead by Midnight, Fernsehfilm)
- 1998: The Rose Sisters
- 1999: Seven Days – Das Tor zur Zeit (Seven Days, Fernsehserie, Folge 2x04 For the Children)
- 1999: Storm Catcher
- 2000: A Father’s Choice (Fernsehfilm)
- 2000: Love & Sex
- 2009–2012: Schatten der Leidenschaft (The Young and the Restless, Fernsehserie, 136 Folgen)
- 2013: Castle (Fernsehserie, Folge 6x05 Besuch aus der Zukunft)
- 2013: Snail (Kurzfilm)
- 2014: The Girl He Met Online (Fernsehfilm)
- 2014: The Last Light
- 2015: The Automatic Hate
- 2016: Masters of Sex (Fernsehserie, Folge 3x11 Ein Tisch für vier)
- 2016: Deadly Daughters (Fernsehfilm)
- 2017: The Monster Project
- 2019: Now Apocalypse (Fernsehserie, Folge 1x07 Anywhere Out of the World)
- 2020: Killer Prom (Fernsehfilm)
- 2025: Navy CIS (NCIS, Fernsehserie, Folge 22x11 In guten wie in schlechten Zeiten)

## Auszeichnungen
Zima war bisher dreimal für den Young Artist Award nominiert, ging jedoch jedes Mal leer aus. Ihre Kurzgeschichte Drowing in Los Angeles wurde mit dem dritten Platz des „Short Story Contest“ des AIM Magazins ausgezeichnet.